# 鳥羽警察署

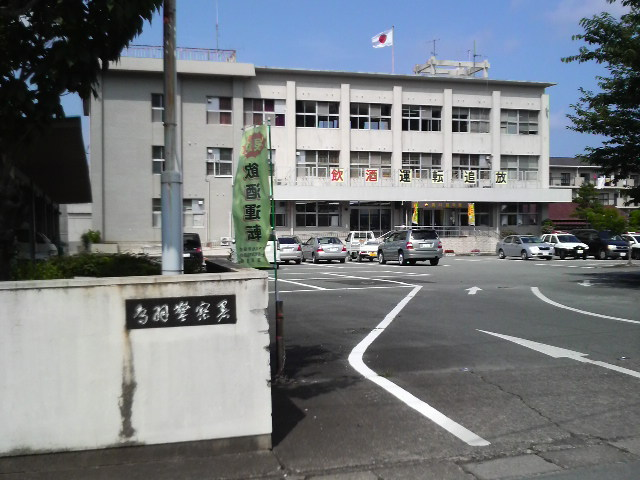
鳥羽警察署旧庁舎（1971-2011）

鳥羽警察署（とばけいさつしょ）は、三重県警察が管轄する警察署の一つ。

## 概要
現庁舎
- 三重県鳥羽市松尾町74-4
- 庁舎：鉄筋3階建、免震構造[1]
  - 延べ床面積：2,900m2（旧庁舎の約2倍）[1]
- 駐車場：84台[1]

旧庁舎
- 三重県鳥羽市船津町273

## 管轄区域
- 鳥羽市
- 志摩市

## 沿革

### 戦前
- 1876年（明治9年）：度会県の第十六屯所が答志郡鳥羽町に置かれる。
- 1876年（明治9年）：度会県が三重県に統合し、屯所が志摩郡に置かれる。
- 1877年（明治10年）2月：志摩郡の第二十八屯所が山田警察署鳥羽分署になる。
- 1879年（明治12年）：山田警察署の所轄を離れて、鳥羽警察署となる。鳥羽町錦町の建物を仮庁舎とする。
- 1886年（明治19年）1月：鳥羽警察署が山田警察署に統合され、再度、山田警察署鳥羽分署となる。
- 1886年（明治19年）10月：再度、山田警察署の所轄を離れて、鳥羽警察署となる。
- 1887年（明治20年）8月：鳥羽町2089番地の2に庁舎を新築して移転する。
- 1917年（大正6年）12月20日：鳥羽大火により庁舎が類焼する。一時、志摩郡役所の一部を借りて執務する。
- 1917年（大正6年）12月28日：元鳥羽町立技芸学校（三重県立鳥羽高等学校の前々身）の校舎を仮庁舎として移転する。
- 1918年（大正7年）7月：庁舎の再建に着手する。
- 1919年（大正8年）3月：鳥羽岩崎通りに庁舎を新築して移転する。同年4月11日に落成式を挙行する。

### 戦後

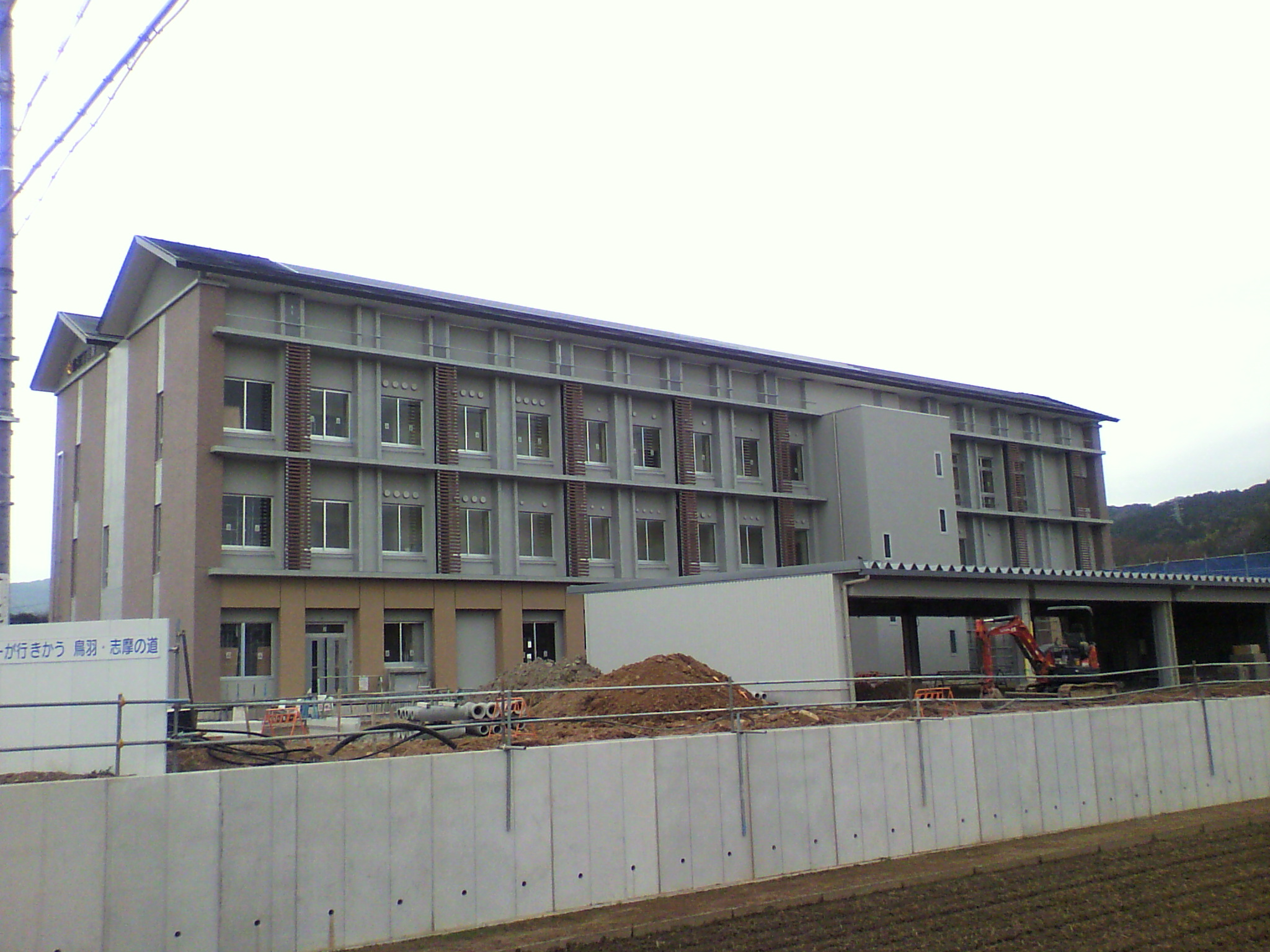
建設中の鳥羽警察署庁舎（2010年12月）

- 1948年（昭和23年）3月7日：三重県警察部鳥羽警察署と波切警察署を廃止し、国家地方警察志摩地区警察署、南志摩地区警察署と自治体警察の鳥羽町警察署と浜島町警察署が発足する。
- 1951年（昭和26年）9月以降、志摩地区の自治体警察は順次廃止され、志摩地区警察署、南志摩地区警察署に統合される。
- 1954年（昭和29年）7月1日：志摩地区警察署、南志摩地区警察署を廃止し、三重県警察鳥羽警察署と大王警察署が発足する。
- 1957年（昭和32年）8月1日：大王警察署を廃止し、鳥羽警察署に統合する。
- 1958年（昭和33年）6月10日：鳥羽市鳥羽町1735番地の4（錦町・現在の鳥羽市鳥羽三丁目）の旧志摩地方事務所を改築して移転する。
- 1971年（昭和46年）5月22日：鳥羽市船津町273番地（加茂川埋立地）に鉄筋コンクリート3階建の庁舎を新築して移転する。
- 2004年（平成16年）10月1日：管内の志摩郡5町（磯部町、阿児町、浜島町、大王町、志摩町）が新設合併し、志摩市となったため、管轄区域市町村数が、1市5町から2市になった。
- 2011年（平成23年）5月2日：志摩市との境に比較的近い鳥羽市松尾町に新築された鉄筋3階建の庁舎に移転、業務を開始する[1]。庁舎の一部公舎は後に取り壊される[1]。
- 2016年（平成28年）2月16日 - 6月13日：第42回先進国首脳会議（伊勢志摩サミット）に備え、賢島に臨時警備派出所を設置する[2][3][4][5]。

## 組織
- 会計課
  - 会計係
- 警務課
  - 警務係
  - 安全相談・被害者支援係
- 留置管理課
  - 留置管理係
- 生活安全課
  - 生活安全係
  - 少年係
  - 捜査係
- 地域課
  - 企画指導係
  - 事件指導・教養係
  - 地域係
  - 通信指令係
- 刑事課
  - 捜査庶務係
  - 捜査第一係
  - 捜査第二係
  - 鑑識係
- 交通課
  - 交通総務・規制係
  - 交通指導係
  - 交通捜査係
- 警備課
  - 警備係

## 幹部交番
| 幹部交番 | 所在地 | 所在地     | 画像 |
| 幹部交番 | 市名   | 町名・字名 | 画像 |
| -------- | ------ | ---------- | ---- |
| 大王     | 志摩市 | 大王町波切 |      |

## 交番
| 交番     | 所在地 | 所在地     | 画像 |
| 交番     | 市名   | 町名・字名 | 画像 |
| -------- | ------ | ---------- | ---- |
| 鳥羽駅前 | 鳥羽市 | 鳥羽一丁目 |      |
| 磯部町   | 志摩市 | 磯部町迫間 |      |
| 阿児町   | 志摩市 | 阿児町鵜方 |      |

## 警察官駐在所

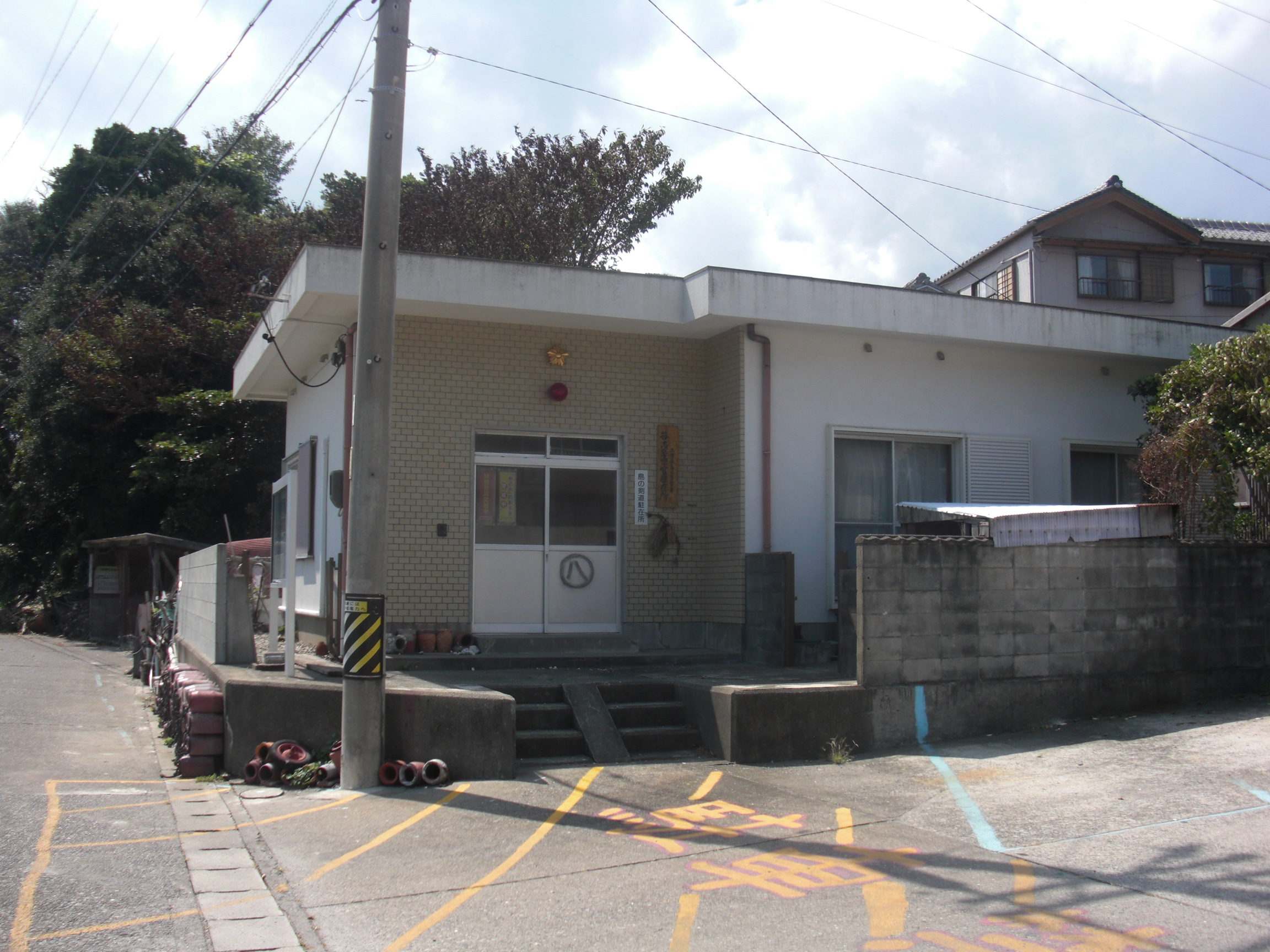
答志警察官駐在所

| 警察官駐在所 | 所在地 | 所在地     |
| 警察官駐在所 | 市名   | 町名・字名 |
| ------------ | ------ | ---------- |
| 答志         | 鳥羽市 | 答志町     |
| 鏡浦         | 鳥羽市 | 浦村町     |
| 長岡         | 鳥羽市 | 相差町     |
| 安乗         | 志摩市 | 阿児町安乗 |
| 国府         | 志摩市 | 阿児町国府 |
| 甲賀         | 志摩市 | 阿児町甲賀 |
| 浜島         | 志摩市 | 浜島町浜島 |
| 片田         | 志摩市 | 志摩町片田 |
| 越賀         | 志摩市 | 志摩町越賀 |
| 和具         | 志摩市 | 志摩町和具 |

## 廃止された警察施設
- 船越警察官駐在所（志摩市大王町船越）
- 賢島臨時警備派出所（志摩市阿児町神明） - 賢島駅前に設置され、日中2人の警察官が常駐していた[2][3]。2016年2月16日から[2][3]6月13日まで設置していた[4][5]。